# Famille de Gratet du Bouchage
La famille de Gratet du Bouchage est une famille française.

## Personnalités

Gratet du Bouchage.

- Marc Joseph de Gratet, comte Dubouchage (1746-1829), ou « comte du Bouchage » (avant la Révolution), baron d'Empire, préfet des Alpes-Maritimes (1803-1814) puis préfet de la Drôme (1815-1823) ;
- François-Joseph de Gratet (1749-1821), vicomte du Bouchage, frère du précédent, général d'artillerie et homme politique français, ministre de la Marine (1792 et 1815-1817), ministre des Affaires étrangères (1792) ;
- Gabriel Gratet du Bouchage (1777-1872), député de l'Isère de 1815 à 1816, puis membre de la Chambre des pairs ;
- Antoine de Gratet du Bouchage (1794-1855), député de la Drôme de 1846 à 1848.

## Postérité
Une voie porte ce nom :
- le boulevard Dubouchage à Nice, nommé en l'honneur de l'ancien préfet des Alpes-Maritimes.